# Lijst van planetoïden 52101-52200
Dit is een lijst van planetoïden 52101-52200. Voor de volledige lijst zie de lijst van planetoïden.
| Naam      | Voorlopige naamgeving | Datum ontdekking  | Ontdekker                                              |
| --------- | --------------------- | ----------------- | ------------------------------------------------------ |
| (52101) - | 2598 P-L              | 24 september 1960 | C. J. van Houten, I. van Houten-Groeneveld, T. Gehrels |
| (52102) - | 2616 P-L              | 24 september 1960 | C. J. van Houten, I. van Houten-Groeneveld, T. Gehrels |
| (52103) - | 2658 P-L              | 24 september 1960 | C. J. van Houten, I. van Houten-Groeneveld, T. Gehrels |
| (52104) - | 2660 P-L              | 24 september 1960 | C. J. van Houten, I. van Houten-Groeneveld, T. Gehrels |
| (52105) - | 2669 P-L              | 24 september 1960 | C. J. van Houten, I. van Houten-Groeneveld, T. Gehrels |
| (52106) - | 2673 P-L              | 24 september 1960 | C. J. van Houten, I. van Houten-Groeneveld, T. Gehrels |
| (52107) - | 2703 P-L              | 24 september 1960 | C. J. van Houten, I. van Houten-Groeneveld, T. Gehrels |
| (52108) - | 2830 P-L              | 24 september 1960 | C. J. van Houten, I. van Houten-Groeneveld, T. Gehrels |
| (52109) - | 2863 P-L              | 24 september 1960 | C. J. van Houten, I. van Houten-Groeneveld, T. Gehrels |
| (52110) - | 3007 P-L              | 24 september 1960 | C. J. van Houten, I. van Houten-Groeneveld, T. Gehrels |
| (52111) - | 3020 P-L              | 24 september 1960 | C. J. van Houten, I. van Houten-Groeneveld, T. Gehrels |
| (52112) - | 3064 P-L              | 25 september 1960 | C. J. van Houten, I. van Houten-Groeneveld, T. Gehrels |
| (52113) - | 3100 P-L              | 24 september 1960 | C. J. van Houten, I. van Houten-Groeneveld, T. Gehrels |
| (52114) - | 3118 P-L              | 24 september 1960 | C. J. van Houten, I. van Houten-Groeneveld, T. Gehrels |
| (52115) - | 3512 P-L              | 17 oktober 1960   | C. J. van Houten, I. van Houten-Groeneveld, T. Gehrels |
| (52116) - | 4032 P-L              | 24 september 1960 | C. J. van Houten, I. van Houten-Groeneveld, T. Gehrels |
| (52117) - | 4059 P-L              | 24 september 1960 | C. J. van Houten, I. van Houten-Groeneveld, T. Gehrels |
| (52118) - | 4103 P-L              | 24 september 1960 | C. J. van Houten, I. van Houten-Groeneveld, T. Gehrels |
| (52119) - | 4105 P-L              | 24 september 1960 | C. J. van Houten, I. van Houten-Groeneveld, T. Gehrels |
| (52120) - | 4106 P-L              | 24 september 1960 | C. J. van Houten, I. van Houten-Groeneveld, T. Gehrels |
| (52121) - | 4117 P-L              | 24 september 1960 | C. J. van Houten, I. van Houten-Groeneveld, T. Gehrels |
| (52122) - | 4128 P-L              | 24 september 1960 | C. J. van Houten, I. van Houten-Groeneveld, T. Gehrels |
| (52123) - | 4217 P-L              | 24 september 1960 | C. J. van Houten, I. van Houten-Groeneveld, T. Gehrels |
| (52124) - | 4272 P-L              | 24 september 1960 | C. J. van Houten, I. van Houten-Groeneveld, T. Gehrels |
| (52125) - | 4274 P-L              | 24 september 1960 | C. J. van Houten, I. van Houten-Groeneveld, T. Gehrels |
| (52126) - | 4284 P-L              | 24 september 1960 | C. J. van Houten, I. van Houten-Groeneveld, T. Gehrels |
| (52127) - | 4681 P-L              | 24 september 1960 | C. J. van Houten, I. van Houten-Groeneveld, T. Gehrels |
| (52128) - | 4693 P-L              | 24 september 1960 | C. J. van Houten, I. van Houten-Groeneveld, T. Gehrels |
| (52129) - | 4796 P-L              | 24 september 1960 | C. J. van Houten, I. van Houten-Groeneveld, T. Gehrels |
| (52130) - | 4882 P-L              | 26 september 1960 | C. J. van Houten, I. van Houten-Groeneveld, T. Gehrels |
| (52131) - | 4892 P-L              | 24 september 1960 | C. J. van Houten, I. van Houten-Groeneveld, T. Gehrels |
| (52132) - | 5034 P-L              | 17 oktober 1960   | C. J. van Houten, I. van Houten-Groeneveld, T. Gehrels |
| (52133) - | 6007 P-L              | 24 september 1960 | C. J. van Houten, I. van Houten-Groeneveld, T. Gehrels |
| (52134) - | 6059 P-L              | 24 september 1960 | C. J. van Houten, I. van Houten-Groeneveld, T. Gehrels |
| (52135) - | 6070 P-L              | 24 september 1960 | C. J. van Houten, I. van Houten-Groeneveld, T. Gehrels |
| (52136) - | 6076 P-L              | 24 september 1960 | C. J. van Houten, I. van Houten-Groeneveld, T. Gehrels |
| (52137) - | 6080 P-L              | 24 september 1960 | C. J. van Houten, I. van Houten-Groeneveld, T. Gehrels |
| (52138) - | 6131 P-L              | 24 september 1960 | C. J. van Houten, I. van Houten-Groeneveld, T. Gehrels |
| (52139) - | 6192 P-L              | 24 september 1960 | C. J. van Houten, I. van Houten-Groeneveld, T. Gehrels |
| (52140) - | 6603 P-L              | 24 september 1960 | C. J. van Houten, I. van Houten-Groeneveld, T. Gehrels |
| (52141) - | 6605 P-L              | 24 september 1960 | C. J. van Houten, I. van Houten-Groeneveld, T. Gehrels |
| (52142) - | 6610 P-L              | 24 september 1960 | C. J. van Houten, I. van Houten-Groeneveld, T. Gehrels |
| (52143) - | 6635 P-L              | 24 september 1960 | C. J. van Houten, I. van Houten-Groeneveld, T. Gehrels |
| (52144) - | 6759 P-L              | 24 september 1960 | C. J. van Houten, I. van Houten-Groeneveld, T. Gehrels |
| (52145) - | 6832 P-L              | 24 september 1960 | C. J. van Houten, I. van Houten-Groeneveld, T. Gehrels |
| (52146) - | 7061 P-L              | 17 oktober 1960   | C. J. van Houten, I. van Houten-Groeneveld, T. Gehrels |
| (52147) - | 9061 P-L              | 17 oktober 1960   | C. J. van Houten, I. van Houten-Groeneveld, T. Gehrels |
| (52148) - | 9506 P-L              | 17 oktober 1960   | C. J. van Houten, I. van Houten-Groeneveld, T. Gehrels |
| (52149) - | 1074 T-1              | 25 maart 1971     | C. J. van Houten, I. van Houten-Groeneveld, T. Gehrels |
| (52150) - | 1097 T-1              | 25 maart 1971     | C. J. van Houten, I. van Houten-Groeneveld, T. Gehrels |
| (52151) - | 1180 T-1              | 25 maart 1971     | C. J. van Houten, I. van Houten-Groeneveld, T. Gehrels |
| (52152) - | 1296 T-1              | 25 maart 1971     | C. J. van Houten, I. van Houten-Groeneveld, T. Gehrels |
| (52153) - | 2043 T-1              | 25 maart 1971     | C. J. van Houten, I. van Houten-Groeneveld, T. Gehrels |
| (52154) - | 2152 T-1              | 25 maart 1971     | C. J. van Houten, I. van Houten-Groeneveld, T. Gehrels |
| (52155) - | 2236 T-1              | 25 maart 1971     | C. J. van Houten, I. van Houten-Groeneveld, T. Gehrels |
| (52156) - | 4100 T-1              | 26 maart 1971     | C. J. van Houten, I. van Houten-Groeneveld, T. Gehrels |
| (52157) - | 4126 T-1              | 26 maart 1971     | C. J. van Houten, I. van Houten-Groeneveld, T. Gehrels |
| (52158) - | 4175 T-1              | 26 maart 1971     | C. J. van Houten, I. van Houten-Groeneveld, T. Gehrels |
| (52159) - | 4178 T-1              | 26 maart 1971     | C. J. van Houten, I. van Houten-Groeneveld, T. Gehrels |
| (52160) - | 4229 T-1              | 26 maart 1971     | C. J. van Houten, I. van Houten-Groeneveld, T. Gehrels |
| (52161) - | 4302 T-1              | 26 maart 1971     | C. J. van Houten, I. van Houten-Groeneveld, T. Gehrels |
| (52162) - | 4357 T-1              | 26 maart 1971     | C. J. van Houten, I. van Houten-Groeneveld, T. Gehrels |
| (52163) - | 1004 T-2              | 29 september 1973 | C. J. van Houten, I. van Houten-Groeneveld, T. Gehrels |
| (52164) - | 1012 T-2              | 29 september 1973 | C. J. van Houten, I. van Houten-Groeneveld, T. Gehrels |
| (52165) - | 1099 T-2              | 29 september 1973 | C. J. van Houten, I. van Houten-Groeneveld, T. Gehrels |
| (52166) - | 1184 T-2              | 29 september 1973 | C. J. van Houten, I. van Houten-Groeneveld, T. Gehrels |
| (52167) - | 1220 T-2              | 29 september 1973 | C. J. van Houten, I. van Houten-Groeneveld, T. Gehrels |
| (52168) - | 1305 T-2              | 29 september 1973 | C. J. van Houten, I. van Houten-Groeneveld, T. Gehrels |
| (52169) - | 1494 T-2              | 29 september 1973 | C. J. van Houten, I. van Houten-Groeneveld, T. Gehrels |
| (52170) - | 2046 T-2              | 29 september 1973 | C. J. van Houten, I. van Houten-Groeneveld, T. Gehrels |
| (52171) - | 2127 T-2              | 29 september 1973 | C. J. van Houten, I. van Houten-Groeneveld, T. Gehrels |
| (52172) - | 2166 T-2              | 29 september 1973 | C. J. van Houten, I. van Houten-Groeneveld, T. Gehrels |
| (52173) - | 2178 T-2              | 29 september 1973 | C. J. van Houten, I. van Houten-Groeneveld, T. Gehrels |
| (52174) - | 2183 T-2              | 29 september 1973 | C. J. van Houten, I. van Houten-Groeneveld, T. Gehrels |
| (52175) - | 2204 T-2              | 29 september 1973 | C. J. van Houten, I. van Houten-Groeneveld, T. Gehrels |
| (52176) - | 2233 T-2              | 29 september 1973 | C. J. van Houten, I. van Houten-Groeneveld, T. Gehrels |
| (52177) - | 2235 T-2              | 29 september 1973 | C. J. van Houten, I. van Houten-Groeneveld, T. Gehrels |
| (52178) - | 2244 T-2              | 29 september 1973 | C. J. van Houten, I. van Houten-Groeneveld, T. Gehrels |
| (52179) - | 2270 T-2              | 29 september 1973 | C. J. van Houten, I. van Houten-Groeneveld, T. Gehrels |
| (52180) - | 2273 T-2              | 29 september 1973 | C. J. van Houten, I. van Houten-Groeneveld, T. Gehrels |
| (52181) - | 3112 T-2              | 30 september 1973 | C. J. van Houten, I. van Houten-Groeneveld, T. Gehrels |
| (52182) - | 3130 T-2              | 30 september 1973 | C. J. van Houten, I. van Houten-Groeneveld, T. Gehrels |
| (52183) - | 3286 T-2              | 30 september 1973 | C. J. van Houten, I. van Houten-Groeneveld, T. Gehrels |
| (52184) - | 3361 T-2              | 25 september 1973 | C. J. van Houten, I. van Houten-Groeneveld, T. Gehrels |
| (52185) - | 3370 T-2              | 25 september 1973 | C. J. van Houten, I. van Houten-Groeneveld, T. Gehrels |
| (52186) - | 4072 T-2              | 29 september 1973 | C. J. van Houten, I. van Houten-Groeneveld, T. Gehrels |
| (52187) - | 4125 T-2              | 29 september 1973 | C. J. van Houten, I. van Houten-Groeneveld, T. Gehrels |
| (52188) - | 4142 T-2              | 29 september 1973 | C. J. van Houten, I. van Houten-Groeneveld, T. Gehrels |
| (52189) - | 4215 T-2              | 29 september 1973 | C. J. van Houten, I. van Houten-Groeneveld, T. Gehrels |
| (52190) - | 4241 T-2              | 29 september 1973 | C. J. van Houten, I. van Houten-Groeneveld, T. Gehrels |
| (52191) - | 4263 T-2              | 29 september 1973 | C. J. van Houten, I. van Houten-Groeneveld, T. Gehrels |
| (52192) - | 5053 T-2              | 25 september 1973 | C. J. van Houten, I. van Houten-Groeneveld, T. Gehrels |
| (52193) - | 5209 T-2              | 25 september 1973 | C. J. van Houten, I. van Houten-Groeneveld, T. Gehrels |
| (52194) - | 1149 T-3              | 17 oktober 1977   | C. J. van Houten, I. van Houten-Groeneveld, T. Gehrels |
| (52195) - | 2061 T-3              | 16 oktober 1977   | C. J. van Houten, I. van Houten-Groeneveld, T. Gehrels |
| (52196) - | 2075 T-3              | 16 oktober 1977   | C. J. van Houten, I. van Houten-Groeneveld, T. Gehrels |
| (52197) - | 2373 T-3              | 16 oktober 1977   | C. J. van Houten, I. van Houten-Groeneveld, T. Gehrels |
| (52198) - | 2389 T-3              | 16 oktober 1977   | C. J. van Houten, I. van Houten-Groeneveld, T. Gehrels |
| (52199) - | 2465 T-3              | 16 oktober 1977   | C. J. van Houten, I. van Houten-Groeneveld, T. Gehrels |
| (52200) - | 3094 T-3              | 16 oktober 1977   | C. J. van Houten, I. van Houten-Groeneveld, T. Gehrels |